# Kongsberg

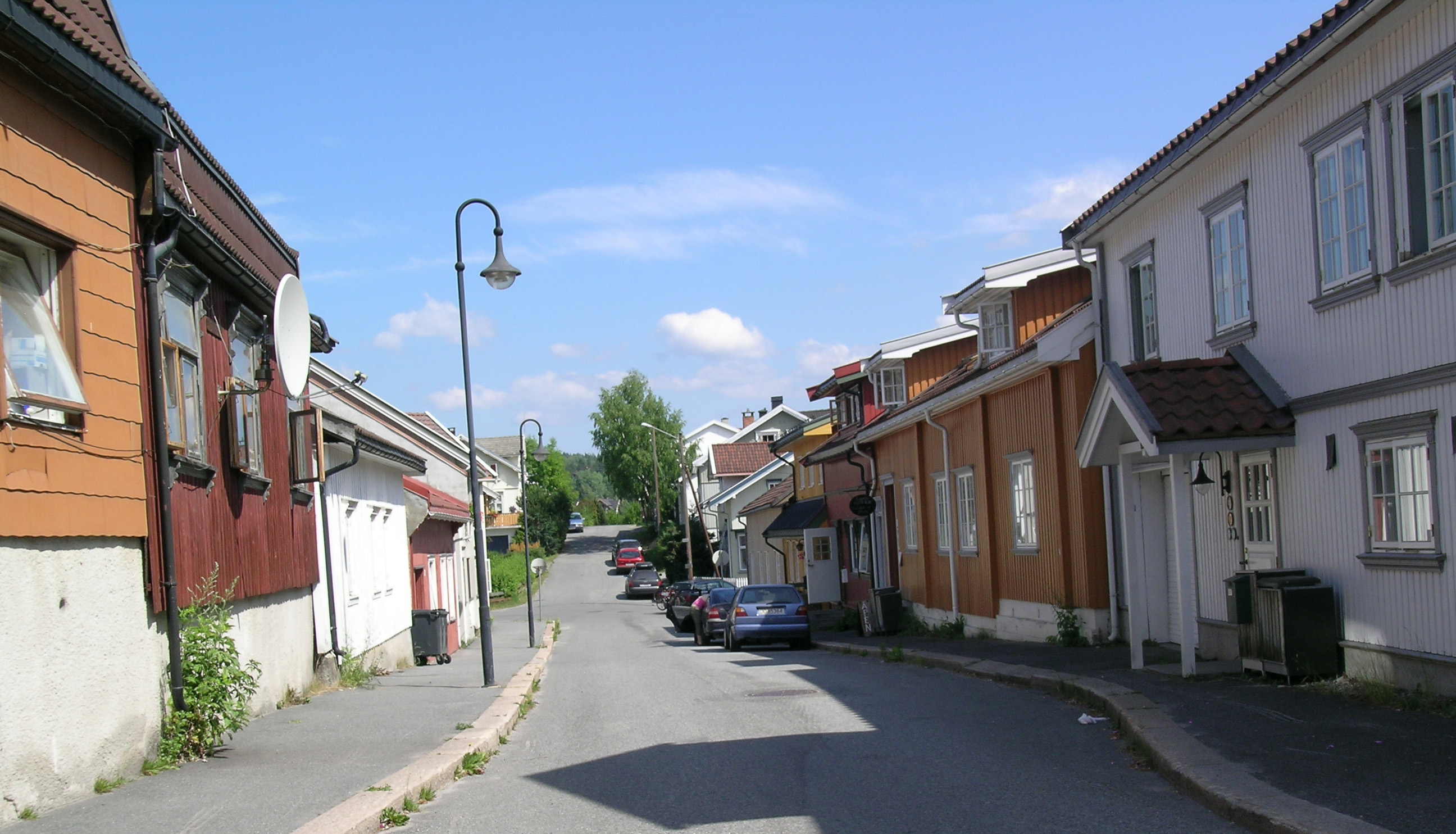
Møllergata, Kongsberg.

Kongsberg es un municipio y una localidad en el condado de Buskerud, Noruega. Se encuentra ubicado en el extremo sur del distrito de Numedal. Su centro administrativo es la localidad de Kongsberg.
La localidad fue fundada en 1624 con el nombre de Konings Bierg por el rey Cristián IV de Dinamarca como una comuna minera.  Se le dio su carta real de comercio —alcanzando el estatus oficial de localidad con mercado— en 1802. El municipio de Kongsberg fue creado en 1838. Los municipios rurales de Ytre Sandsvær y Øvre Sandsvær se unieron al municipio de Kongsberg en 1964.
Según los datos del censo del año 2011, tiene un área de 792 km² y su población es de 26 711 habitantes, según el censo de 2015. Se sitúa al suroeste de Oslo, la capital del país. El municipio es atravesado por el río Numedalslågen. Desde el siglo XVII, el municipio es conocido como una zona productora de plata. A partir del siglo XIX, Kongsberg alcanzó notoriedad por ser la sede del mayor contratista noruego de armas, y tecnología, Kongsberg Gruppen, anteriormente denominado Kongsberg Vaapenfabrikk. Dos de sus productos más famosos fueron el Kongsberg Colt y el rifle Krag-Jørgensen. Este último fue adoptado a finales del siglo XIX como el rifle estándar del ejército de Dinamarca, Estados Unidos y Noruega. 

## Nombre
El nombre Konings Bierg, y su forma moderna Kongsberg, se compone de dos elementos: el caso genitivo de konge que significa «rey» (en referencia al rey Cristián IV) y berg que significa «montaña».

## Escudo
El escudo es moderno, y data de 1972. El mismo se basa en un antiguo sello de la ciudad de 1689 que muestra al dios romano Jano vestido como emperador (para representar al rey); la espada y la balanza que representa la justicia. El color verde representa los bosques, el plateado las montañas, y el dorado la riqueza.

## Ciudades hermanadas
Kongsberg está hermandada con las siguientes ciudades:
- - Chitose, Hokkaidō, Japón
- - Espoo, Etelä-Suomi, Finlandia
- - Gouda, Holanda Meridional, Países Bajos
- - Kristianstad, Provincia de Escania, Suecia
- - Køge, Región de Selandia, Dinamarca
- - Red Wing, Minnesota, Estados Unidos
- - Skagafjörður, Islandia

## Personajes célebres
- Morten Harket, vocalista de la banda A-ha.
- Geir Gulliksen, escritor noruego.
- Christian Sinding, compositor.